# Oleksandrivka, Rozdilna
Oleksandrivka (în ucraineană Олександрівка) este un sat în comuna Rozdilna din raionul Rozdilna, regiunea Odesa, Ucraina.

## Demografie
Componența lingvistică a localității Oleksandrivka
     Ucraineană (83,33%)
     Rusă (16,67%)
Conform recensământului din 2001, majoritatea populației localității Oleksandrivka era vorbitoare de ucraineană (83,33%), existând în minoritate și vorbitori de rusă (16,67%).